# Eat Lead: The Return of Matt Hazard
Eat Lead: The Return of Matt Hazard est un jeu vidéo de type tir à la troisième personne développé par Vicious Cycle Software et édité par D3 Publisher.
Le jeu place le joueur dans le rôle de Matt Hazard, un légendaire héros de jeux vidéo qui souhaite retrouver la gloire. Ce nouvel opus se déroulera environ 25 ans après le premier jeu et 6 ans après le dernier.
En réalité, le personnage de Matt hazard voit là son premier jeu vidéo, ce dernier sera une parodie des jeux vidéo d'action. Eat Lead présente un concept proche du jeu Les Simpson : le Jeu.
Le jeu est bourré d'humour et s'autorise des parodies savamment osées des plus grands jeux vidéo d'action. En témoignent les ennemis du jeu qui mélangent tous les genres mêlant zombies, policiers de l'espace, cowboys, tireurs d'élite génétiquement modifiés (...) 